# Frederick Forsyth
Pour les articles homonymes, voir Forsyth.
Frederick Forsyth, né le 25 août 1938 à Ashford (Kent, Angleterre) et mort à Jordans (Buckinghamshire, Angleterre) le 9 juin 2025, est un journaliste et romancier britannique.

## Biographie
Né à Ashford, Frederick McCarthy Forsyth suit sa scolarité à la Tonbridge School, puis à l'Université de Grenade en Espagne.
Au cours de son adolescence, de longs séjours dans des familles françaises (entre 1948 et 1951), allemandes (en 1952 et 1953) et espagnoles (1956) lui permettent de parler couramment ces trois langues au point de pouvoir facilement passer pour un Français, un Allemand ou un Espagnol. Il a aussi une bonne connaissance de la langue russe, ce qui lui a permis, par la suite, d'espionner des conversations dans des cafés.
Grâce à une dérogation obtenue par son père, il s'engage à 17 ans et demi dans la RAF. À 19 ans, il est le plus jeune pilote certifié de la RAF. Il quitte l'Armée de l'air britannique en 1958.
Après un apprentissage de deux ans dans un journal régional, l'Eastern Daily Press à Norwich, il entre en 1961 à l'agence Reuters. Grâce à sa parfaite maîtrise du français et de l'allemand, il est nommé correspondant de l'agence à Paris puis à Berlin-Est.
À Paris, il découvre les tensions liées à la politique de Charles de Gaulle en Algérie. Cette expérience lui servira lors de la rédaction de son premier roman à succès, Chacal.
En 1964, il quitte précipitamment l'Allemagne de l'Est après avoir découvert que sa nouvelle petite amie n'était autre que la maîtresse du ministre de la Défense.
En 1965, il entre à la BBC, d'abord comme reporter radio, puis TV et en 1966, comme correspondant diplomatique.
De juillet à septembre 1967, contre sa volonté, on l'envoie couvrir la guerre du Biafra. Ce qu'il découvre sur place n'a rien à voir avec ce que lui avaient décrit les responsables de la BBC. Accusé de partialité envers la cause séparatiste biafraise, il quitte la BBC. Il retourne en journaliste indépendant au Biafra, où il se lie d'amitié avec le général Odumegwu Emeka Ojukwu, le chef de l'État biafrais autoproclamé. En 1982, il écrit une biographie du général.
En 1968, la situation politique du Biafra ne connaissant pas d'évolution, il visite Israël où il rencontre David Ben Gourion, Ezer Weizman, Moshe Dayan.
Puis il retourne au Biafra où, toujours en tant que journaliste indépendant, il accompagne diverses opérations militaires biafraises, parfois au péril de sa vie. En 1969, il publie l'ouvrage The Biafra Story.
À court d'argent, il se lance dans l'écriture d'un roman inspiré des attentats manqués contre De Gaulle, auquel il songe depuis son séjour à Paris. Il le finit en quelques semaines mais pendant un an, essuiera refus sur refus de la part des maisons d'édition ; jusqu'à ce qu'il rencontre, au cours d'une soirée chez des amis, son futur éditeur. Son premier roman, Chacal (1971), devient un best-seller et sera adapté au cinéma par Fred Zinnemann en 1973.
Son éditeur lui demande d'écrire deux autres romans. En deux jours, Frederick Forsyth lui présente les projets de Le Dossier Odessa et Les Chiens de Guerre.
Pour la rédaction de ses romans, il enquête de façon approfondie et se rend dans les pays où se déroule l'intrigue, afin de donner à ses histoires un maximum de réalisme. Ses écrits, qui s'appuient sur des faits réels, sont remarquablement bien documentés et mêlent habilement la réalité et la fiction en citant ou décrivant souvent des événements ou des personnages réels. À ce titre il est vu par certains comme un des précurseurs du techno-thriller.
En enquêtant pour Le Dossier Odessa, il est amené à rencontrer Simon Wiesenthal, le célèbre chasseur de nazis, dont le personnage apparaîtra dans le roman.
Pour Les Chiens de Guerre, il infiltre à Hambourg les milieux du trafic d'armes sous une fausse identité, avant que sa photo au dos de la version allemande de Chacal ne le trahisse et ne l'oblige à interrompre précipitamment son investigation.
Au cours de l'été 1973, le contre-espionnage britannique lui demande d'effectuer un échange de « courrier » avec un agent double à Dresde, en Allemagne de l'Est. Il utilisera cette expérience insolite dans plusieurs de ses romans.
Passionné par la diplomatie et les services secrets, il a écrit treize romans qui ont été traduits dans trente-six langues.
En désaccord avec la politique d'Harold Wilson, il quitte le Royaume-Uni pour l'Espagne en janvier 1974, puis à Noël de la même année, il émigre en Irlande. Il y reste cinq ans, avant de revenir habiter en Angleterre.
Il intervient ponctuellement dans les médias sur des questions politiques ou de société. Fervent partisan de la monarchie britannique, Forsyth est classé parmi les conservateurs eurosceptiques : il a notamment qualifié l'Union européenne « d'enculerie intégrale » lors d'une interview donnée en mai 2016 au quotidien français Les Échos.
En 1989, il est victime d'un escroc et se retrouve ruiné. Le succès de ses livres lui permet de surmonter rapidement cette mésaventure.
Pour ses recherches sur son roman Cobra, en Guinée-Bissau, il tombe en plein milieu d'un coup d'État[Lequel ?] avec assassinat du président en exercice[Qui ?]. Pour son roman, The Kill List, alors qu'il enquête à Mogadiscio en Somalie, un pays à très haut risque, il se fait accompagner, pour la première fois de sa carrière, d'un garde du corps, un ancien militaire des Forces spéciales britanniques et de quatre soldats somaliens armés.
Il s'agit du dernier roman publié en France, en juin 2015.
Après la publication de The Kill List, son épouse lui dit qu'à 75 ans, il devient trop vieux pour prendre de tels risques. Elle le menace même de divorcer s'il persiste. Forsyth admet qu'elle a raison, et ne voulant pas publier de roman en se contentant de simples recherches sur Internet, il décide d'écrire son dernier opus, ses mémoires, The Outsider. Cet ouvrage a été publié en mai 2016 aux éditions Albin Michel.
En octobre 2018, le roman The Fox, est publié (en anglais) en version électronique puis sort en novembre en version matérielle. The Fox est un thriller d'espionnage avec, pour protagoniste, un hacker autiste mais surdoué. Ce roman n'a pas été traduit en français.

## Romans
- Chacal (The Day of the Jackal, 1971) Le roman commence par l'attentat du Petit-Clamart contre le général De Gaulle, le 22 août 1962, et se plonge dans l'histoire de la France d'après la guerre d'Algérie et les rouages de l'OAS. 
Un film sorti en 1973, avec Edward Fox et Michael Lonsdale, raconte un attentat de l'OAS (lors d'une remise de médailles à des anciens combattants) contre de Gaulle. Une deuxième adaptation cinématographique avec Bruce Willis et Richard Gere n'a que de lointains rapports avec le livre puisqu'il y est question de l'IRA et non plus de l'OAS.
- Le Dossier Odessa (The Odessa File, 1972) Un criminel de guerre nazi est traqué dans les années 1960 par un jeune journaliste allemand qui fait la lumière sur la puissance de l'organisation clandestine « Odessa ».
Une adaptation cinématographique de ce roman, réalisée par Ronald Neame, est sortie en 1974 sous le titre Le Dossier Odessa.
- Les Chiens de guerre (en) (The Dogs of War, 1974) Une tentative de coup d'État dans un pays d'Afrique fictif est organisée par un industriel britannique ayant engagé des mercenaires. Pour préparer ce livre, Frederick Forsyth contacta lui-même des mercenaires pour leur faire croire à l'organisation d'un coup d'État en Guinée équatoriale. Une tentative, bien réelle, eut lieu en mars 2004 dans ce même pays selon un scénario assez proche du livre et impliquant Mark Thatcher.
- L'Alternative du Diable (The Devil's Alternative, 1979) Le livre raconte une série d'événements n'ayant apparemment aucun rapport entre eux et qui vont conduire Bill Matthews, le président des États-Unis pendant la Guerre froide, au plus terrifiant des dilemmes : l'Alternative du Diable.
- Le Quatrième Protocole (The Fourth Protocol, 1984) Le Quatrième Protocole est un accord secret passé entre les Occidentaux et l'Union soviétique afin de ne jamais se servir de l'arme nucléaire contre l'Europe de l'Ouest ou de l'Est. Cet accord est sur le point d'être rompu par le premier secrétaire du Parti communiste soviétique, afin de faire changer le Royaume-Uni de camp. Seul l'agent britannique John Preston a une chance de déjouer le formidable complot.
- Le Négociateur (The Negotiator, 1989) Ce roman met en scène un projet de désarmement mutuel entre les États-Unis et l'Union soviétique que le complexe militaro-industriel américain va s'efforcer de torpiller. Pour arriver à leurs fins, les conjurés fomentent un coup d’État en Arabie Saoudite tout en faisant enlever le fils du président des États-Unis. Celui-ci s'adresse à un négociateur atypique du nom de Quinn.
- Le Manipulateur (The Deceiver, 1991) Ce roman raconte, à travers la carrière de l'agent secret britannique Sam McCready, quatre histoires d'espionnage et de désinformation à l'époque de la guerre froide, de Moscou aux Caraïbes en passant par l'Allemagne et la Libye :
  - Crime et châtiment extrême
  - La mariée était trop belle
  - Une victime de guerre
  - Une petite île au soleil
- Le Poing de Dieu (The Fist of God, 1994) Ce roman a pour cadre la guerre du Golfe et raconte l'infiltration en territoire ennemi du major du SAS Mike Martin, afin de déjouer les projets secrets et terrifiants du régime irakien. Une plongée dans le Koweït occupé, le parti Baas de Saddam Hussein, les sables saoudiens et dans Bagdad pendant la guerre.
- Icône (Icon, 1997) Ce roman a pour cadre la Russie post-soviétique de 1999. Les services secrets occidentaux découvrent les plans secrets d'Igor Komarov, ultra nationaliste favori des prochaines élections russes. Son programme secret : expansionnisme militaire et épuration ethnique de masse. La CIA confie à son meilleur agent, Jason Monk, le soin de changer le cours de l'histoire.
- Le Vengeur (Avenger, 2003) Il raconte la traque d'un criminel de guerre serbe, assassin d'un jeune Américain de bonne famille, par un ancien combattant de l'enfer vietnamien connu sous le seul nom de « Vengeur ». Le roman se termine le 10 septembre 2001, la veille des attentats du 11 septembre 2001 à New York.
- L'Afghan (The Afghan, 2006) Ce roman remet en selle le major du SAS Mike Martin (Le Poing de Dieu) qui a pour mission de déjouer un attentat d'Al-Qaïda, qui ferait passer la destruction du World Trade Center pour un feu de paille.
- Kill list (The Kill List, 2013) Ce roman raconte l'histoire de The Preacher (Le Prêcheur), un terroriste islamiste qui, masqué, diffuse, via Internet, des messages en anglais incitant de jeunes fanatiques à tuer des « infidèles » notoires aux États-Unis et au Royaume-Uni. Un agent américain ultra-secret, The Tracker (Le Traqueur), va tenter de le retrouver pour le supprimer.

## Œuvres

### Romans
- Chacal, Mercure de France, 1971 ((en) The Day of the Jackal, 1971)
- Le Dossier Odessa, Gallimard, 1976 ((en) The Odessa File, 1972)
- Les Chiens de guerre (en), Mercure de France, 1975 ((en) The Dogs of War, 1974)
- Le Berger, Mercure de France, 1975 ((en) The Shepherd, 1975)
- L'Alternative du diable, Albin Michel, 1979 ((en) The Devil's Alternative, 1979)
- Le Quatrième Protocole, Albin Michel, 1984 ((en) The Fourth Protocol, 1984)
- Le Négociateur, Albin Michel, 1989 ((en) The Negotiator, 1989)
- Le Manipulateur, Albin Michel, 1991 ((en) The Deceiver, 1991)
- Le Poing de Dieu, Albin Michel, 1994 ((en) The Fist of God, 1994)
- Icône, Albin Michel, 1997 ((en) Icon, 1996)
- Le Fantôme de Manhattan, L'Archipel, 2001 ((en) The Phantom of Manhattan, 1999)
- Le Vengeur, Albin Michel, 2003 ((en) Avenger, 2003)
- L'Afghan, Albin Michel, 2007 ((en) The Afghan, 2006)
- Cobra (en), Albin Michel, 2011 ((en) The Cobra, 2010)
- Kill List, Albin Michel, 2015 ((en) The Kill List, 2013)
- The Fox (2018)

### Recueil de nouvelles
- Sans bavures, Albin Michel, 1983 ((en) No Comebacks, 1983)Dix nouvelles
- Le Vétéran, Albin Michel, 2002 ((en) The Veteran, 2001)Cinq nouvelles

### Essais / Mémoires
- (en) Frederick Forsyth, The Biafra Story : The Making of an African Legend, Penguin, 1977, 285 p. (ISBN 978-0-14-004468-3)
- L'Outsider, Albin Michel, 2016 ((en) The Outsider: My Life in Intrigue, 2015)

## Adaptations audiovisuelles
- 1973 : Chacal (The Day of the Jackal), film franco-britannique réalisé par Fred Zinnemann, d'après son roman Chacal
- 1974 : Le Dossier Odessa (The Odessa File), film britannico-allemand réalisé par Ronald Neame, d'après le roman du même nom
- 1980 : Les Chiens de guerre (The Dogs of War), film britannique réalisé par John Irvin, d'après le roman du même nom
- 1987 : Le Quatrième Protocole (The Fourth Protocol), film britannique réalisé par John Mackenzie, d'après le roman du même nom
- 1997 : Le Chacal (The Jackal), film multinational de Michael Caton-Jones
- 2024 : The Day of the Jackal, série télévisée britannique, d'après le roman Chacal

## Distinctions notables

### Récompenses
- Prix Edgar-Allan-Poe du meilleur roman en 1972 pour Chacal (The Day of the Jackal)[7].
- Prix Edgar-Allan-Poe de la meilleure nouvelle en 1983 pour There Are No Snakes in Ireland du recueil Sans bavures (No Comebacks)[7].
- Grand prix de littérature policière en 1983 pour le recueil Sans bavures (No Comebacks)[8].
- Diamond Dagger Award 2012[9]

### Nominations
- Gold Dagger Award 1972 pour The Odessa File[10].
- Gold Dagger Award 2011 pour The Cobra[10].
- Prix Edgar-Allan-Poe 2016 de la meilleure biographie critique pour The Outsider: My Life in Intrigue[7].